# Walter Fritzsch

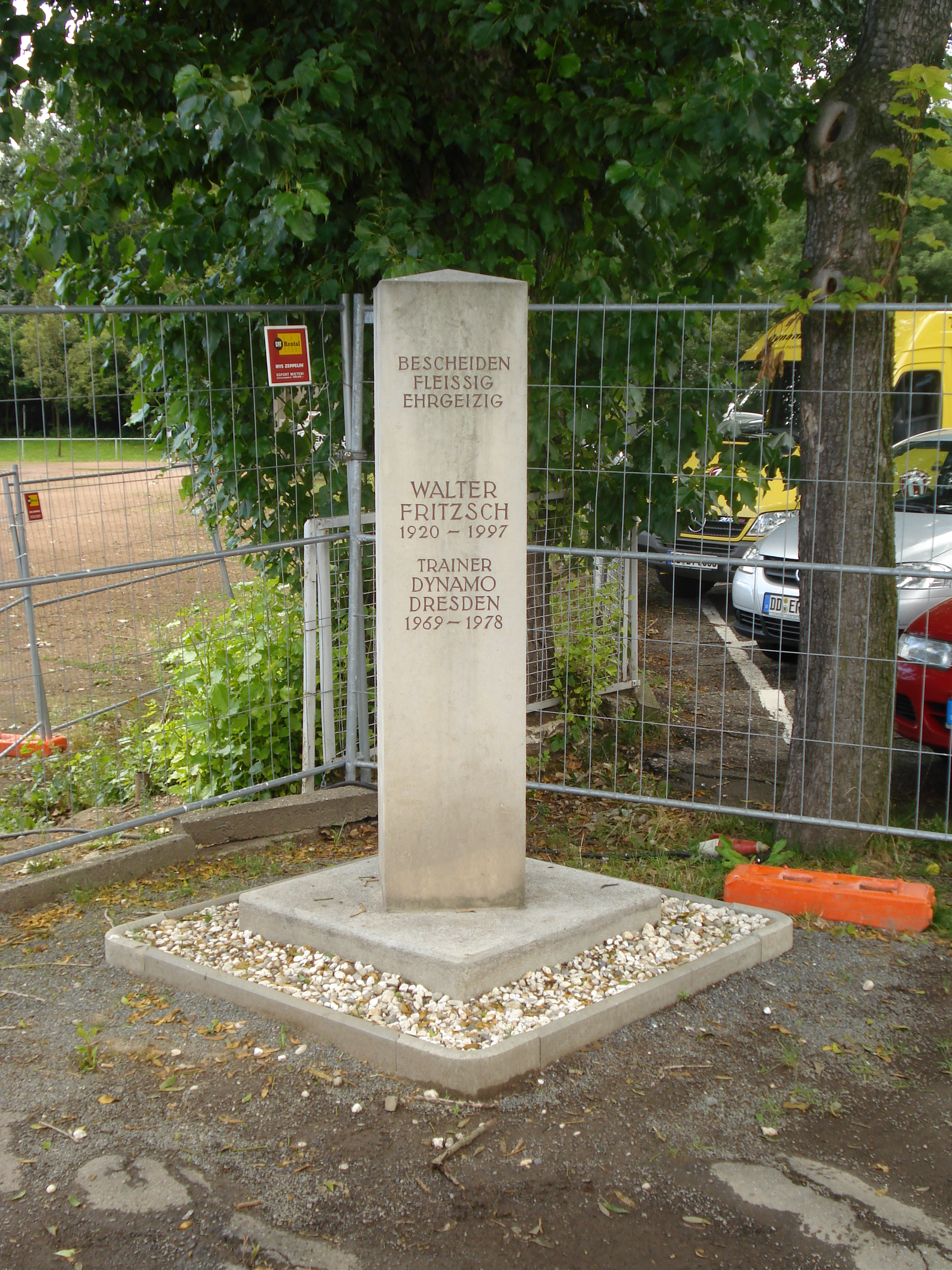
Denkmal des erfolgreichsten (fünf Meistertitel) Dynamo-Trainers Walter Fritzsch

Walter Fritzsch (* 21. November 1920 in Planitz; † 15. Oktober 1997 in Dresden) war Fußballtrainer in der DDR. Mit fünf DDR-Meistertiteln und zwei FDGB-Pokalsiegen in den 1970er Jahren ist er der erfolgreichste aller Trainer von Dynamo Dresden und mit neun Jahren zugleich der am längsten amtierende.

## Leben
Fritzsch begann 1927 seine aktive Laufbahn im Nachwuchs des Planitzer SC. Beruflich begann er eine Lehre als Horizontalbohrer bei der Auto Union AG, stieg dann aber um auf Technischer Zeichner. In der Saison 1937/38 wurde die A1-Jugend des PSC mit Fritzsch Bannmeister. In der Saison 1939/40 spielte Fritzsch dann in der Männermannschaft des Planitzer SC. 1940 wurde er zur Wehrmacht nach Leisnig eingezogen und wechselte zum VfL Leisnig. Von August 1941 bis 1943 war er Soldat an der Ostfront. Nach einer Fußverwundung am 10. Juli 1943 während der Schlacht im Kursker Bogen kam er 1943 zum BC Hartha, danach zur Sportvereinigung Döbeln und wurde nach seiner Genesung wieder an die Ostfront kommandiert. Nach Kriegsende spielte er in Zwickau-Oberhohndorf. Seine letzte Sportgemeinschaft war die BSG Wismut Cainsdorf nahe Zwickau, wo er bis 1950 spielte.
Aufgrund einer Rückenverletzung beendete Fritzsch seine Karriere als Fußballspieler und begann ab 1950 beim Zweitligisten BSG Zentra Wismut Aue als Trainer zu arbeiten. Er führte die Mannschaft bereits im ersten Jahr zum Aufstieg in die DDR-Oberliga und im ersten Oberligajahr auf einen sicheren 7. Platz. Anschließend wechselte er für eine Saison zum Lokal- und Oberligarivalen Empor Lauter und übernahm 1953 den Oberligisten Motor Dessau. Mit den Dessauern stieg Fritzsch 1954 in die zweitklassige DDR-Liga ab, wo er noch ein weiteres Jahr tätig blieb. Mit Beginn der Saison 1956 übernahm er die Oberligamannschaft des neu gegründeten SC Motor Karl-Marx-Stadt. Auch mit dieser Mannschaft stieg Fritzsch nach zweijähriger Tätigkeit 1957 ab und musste 1958 den Drittligisten BSG Stahl Riesa trainieren. 1959 begann er eine siebenjährige Trainertätigkeit beim Oberligisten SC Empor Rostock. Die Ostseestädter führte er zwischen 1962 und 1964 dreimal zur Vizemeisterschaft und 1960 in das Finale um den DDR-Fußballpokal (2:3 gegen Motor Jena). Als der SC Empor 1965 nur den 5. Platz in der Oberliga erreichte, trennte sich der Klub von Fritzsch, der daraufhin zurück zur BSG Stahl Riesa ging, die inzwischen in der DDR-Liga spielte. Die Riesaer führte Fritzsch 1968 ebenfalls in die Oberliga.
Am 30. Juni 1969 ging Walter Fritzsch, der nach wie vor kein Trainerdiplom besaß, nach Dresden, und es begann damit die bisher erfolgreichste Zeit in der Geschichte von Dynamo Dresden. In seiner neunjährigen Amtszeit – der längsten Zeit als Trainer in der Vereinsgeschichte, von der Dauer her folgt kurz danach Helmut Petzold – erkämpften die Schwarz-Gelben fünf DDR-Meistertitel und zwei DDR-Pokalsiege und bestritten 42 Europapokalspiele. Weitere Erfolge des kleinen und strengen Trainers waren die Entwicklung von 15 Nationalspielern während seiner Tätigkeit und die Entdeckung von Talenten wie Ulf Kirsten und Matthias Sammer.
Am Ende der Saison 1977/78 wurde der 57-jährige Fritzsch feierlich von Dynamo Dresden verabschiedet. Anschließend arbeitete er bis 1989 für den Fußballverband der DDR und war dort für den Juniorenbereich und die Ausbildung der Nachwuchstrainer verantwortlich. Die Verbindung zu Dynamo Dresden blieb jedoch aufrechterhalten, wo sein Fachwissen weiterhin gefragt war, selbst als die Mannschaft in der 1. Bundesliga angekommen war. Für insgesamt 1900 Spiele war Walter Fritzsch als Trainer tätig und konnte in diesen 1163 Siege mit seiner jeweils trainierten Mannschaft verbuchen.
Am 15. Oktober 1997 starb Walter Fritzsch an den Folgen der Alzheimer-Krankheit in Dresden. Die Beisetzung erfolgte im Kreise enger Freunde, ehemaliger Weggefährten und Spieler auf dem Dresdner Heidefriedhof. Ein Gedenkstein am Dynamo-Stadion und das alljährlich stattfindende Walter-Fritzsch-Gedenkturnier erinnern an eine herausragende Trainerpersönlichkeit.
Am 26. Juni 2020 wurde das neue Trainingszentrum von Dynamo Dresden im Ostragehege eröffnet und Walter-Fritzsch-Akademie benannt.

## Auszeichnungen
- 1966: Erinnerungsplakette des DFV[4]

## Verfilmung
Im Jahr 2008 kam der Film Der kleine General in die Kinos und erschien später auf DVD. Der Dokumentarfilm in Spielfilmlänge von Uwe Karte schildert die Trainerlaufbahn von Walter Fritzsch, insbesondere seine erfolgreichen Dresdner Jahre. Die Zeit nennt den Film „einen wunderbaren DDR-Erklärungsfilm“.